# Luleč
Luleč – miejscowość i gmina (obec) w Czechach, w kraju południowomorawskim, w powiecie Vyškov. W 2022 roku liczyła 974 mieszkańców.
W miejscowości znajduje się stacja kolejowa Luleč.